# 실험 영화
실험 영화(實驗映畵) 또는 아방가르드 시네마는 표준적인 영화적 관례를 따르지 않고, 대신 비서사적인 형식이나 전통적인 서사 또는 작업 방식에 대한 대안을 채택하는 영화 제작 방식이다. 많은 실험 영화, 특히 초기 영화들은 다른 분야의 예술(회화, 춤, 문학, 시)과 관련되거나 새로운 기술 자원의 연구 및 개발에서 비롯되었다.
일부 실험 영화는 주류 채널을 통해 배급되거나 상업 스튜디오 내에서 제작되기도 했지만, 대부분은 매우 적은 예산으로 최소한의 스태프나 단 한 명의 사람으로 제작되었으며, 자비로 충당되거나 소액의 보조금을 통해 지원되었다.
실험 영화 제작자들은 일반적으로 아마추어로 시작하며, 일부는 실험 영화를 상업 영화 제작으로 나아가는 발판으로 삼거나 학계로 진출하기도 한다. 실험 영화 제작의 목적은 상업 영화처럼 오락이나 수익 창출보다는 예술가의 개인적인 비전을 구현하거나 새로운 기술에 대한 관심을 촉진하는 것일 수 있다.

## 정의
실험 영화라는 용어는 주류 상업 영화 및 다큐멘터리 영화 제작 관행과 자주 다르며 종종 대립되는 다양한 영화 제작 스타일을 설명한다. 1920년대 프랑스, 독일, 러시아에서 촬영된 영화의 경우 이 작업을 설명하기 위해 "아방가르드"라는 용어가 사용되었고, 1960년대에는 "언더그라운드"라는 용어가 사용되기도 했지만 다른 함축적 의미도 있었다. 오늘날 "실험 영화"라는 용어가 통용되는데, 이는 문화 분야에 아방가르드 운동이 없어도 실험 영화를 만들 수 있기 때문이다.
"실험적"이라는 용어는 광범위한 관행을 포함하지만, 실험 영화는 종종 선형 서사의 부재, 다양한 추상화 기법(초점 흐림, 필름에 그림 그리기 또는 긁기, 빠른 편집)의 사용, 비동기식(비디제시스적) 사운드 또는 아예 사운드트랙의 부재로 특징지어진다. 목표는 종종 관객을 영화에 대해 더 적극적이고 사려 깊은 관계로 이끄는 것이다. 적어도 1960년대까지, 그리고 어느 정도 그 이후에도 많은 실험 영화는 주류 문화에 대해 반대하는 입장을 취했다.
대부분의 실험 영화는 매우 적은 예산으로 제작되며, 자비로 충당되거나 소액의 보조금을 통해 지원되며, 최소한의 스태프 또는 종종 영화 제작자 한 명으로만 구성된 스태프가 작업한다. 일부 비평가들은 많은 실험 영화가 더 이상 실제로 "실험적"이지 않고 사실상 주류 영화 장르가 되었다고 주장한다. 비서사적, 인상주의적 또는 시적인 영화 구성 접근 방식과 같은 일반적인 특징들 중 다수가 일반적으로 "실험적"으로 이해되는 것을 정의한다.

## 유럽 아방가르드의 역사

### 시작
1920년대에 유럽은 실험 영화의 출현을 위한 두 가지 조건을 갖추었다. 첫째, 영화가 매체로서 성숙해졌고 대중 오락에 대한 지식인들의 저항이 약해지기 시작했다. 둘째, 시각 예술 분야에서 아방가르드 운동이 번성했다. 특히 다다이스트와 초현실주의자들이 영화에 몰두했다. 르네 클레르의 막간 (1924년)은 프란시스 피카비아, 마르셀 뒤샹, 만 레이가 출연하고 에리크 사티가 음악을 담당했으며, 정신없는 코미디를 비논리적인 방향으로 이끌었다.
예술가 한스 리히터, 장 콕토, 마르셀 뒤샹, 제르멘 뒬락, 바이킹 에겔링은 모두 다다이즘/초현실주의 단편 영화에 기여했다. 페르낭 레제, 더들리 머피, 만 레이는 영화 기계적 발레 (1924년)를 만들었는데, 이 영화는 다다이스트, 입체주의, 또는 미래주의 영화로 묘사되었다. 뒤샹은 추상 영화 아네믹 시네마 (1926년)를 만들었다.
알베르토 카발칸티는 리앙 끄 레 죄르 (1926년)를 감독했고, 발터 루트만은 베를린: 대도시 교향곡 (1927년)을 감독했으며, 지가 베르토프는 카메라를 든 사나이 (1929년)를 촬영했는데, 각각 파리, 베를린, 키이우의 실험적인 "도시 교향곡"이었다.
유명한 실험 영화 중 하나는 루이스 부뉴엘과 살바도르 달리의 안달루시아의 개 (1929년)이다. 한스 리히터의 애니메이션 단편, 오스카 피싱거의 추상 영화, 렌 라이의 GPO 영화는 더 추상적인 유럽 아방가르드 영화의 예시이다.

### 프랑스
프랑스에서 활동한 또 다른 영화 제작자 그룹은 후원을 통해 영화 자금을 조달하고 시네 클럽을 통해 배급했지만, 이들은 아방가르드 학파와 관련 없는 서사 영화였다. 영화 학자 데이비드 보드웰은 이들을 프랑스 인상주의자라고 부르며 아벨 강스, 장 엡스탱, 마르셀 레르비에, 드미트리 키르사노프를 포함시켰다. 이 영화들은 서사 실험, 리드미컬한 편집 및 카메라 워크, 그리고 인물 주관성에 대한 강조를 결합한다.
1952년, 프랑스의 레트리스트 아방가르드 운동은 이시도르 이수의 Traité de bave et d'éternité (또는 베놈 앤 이터니티)가 상영되었을 때 칸 영화제에서 폭동을 일으켰다. 1952년 파리에서 찰리 채플린의 라임라이트 기자 회견에서 채플린에 대한 비판 이후, 운동 내에 분열이 생겼다. 울트라레트리스트들은 영화의 죽음을 선언하고 새로운 하이퍼그래픽 기술을 선보이며 혼란을 계속 야기했다. 가장 악명 높은 예시는 1952년 기 드보르의 《사드에게 보내는 절규 (Hurlements en Faveur de Sade)》이다.

### 소련
소련 영화 제작자들 또한 몽타주 이론에서 모더니즘 회화 및 사진과 상응하는 것을 발견했다. 지가 베르토프, 세르게이 예이젠시테인, 레프 쿨레쇼프, 알렉산드르 도브젠코, 프세볼로트 푸돕킨의 영화는 고전 할리우드가 제공하는 모델에 대한 대안 모델을 제공하는 데 중요한 역할을 했다. 비록 그 자체로 실험 영화는 아니지만, 아방가르드의 영화 언어에 기여했다.

### 이탈리아
이탈리아는 아방가르드 신과 역사적으로 어려운 관계를 가졌지만, 영화의 탄생은 이탈리아 미래주의의 출현과 일치했다.
잠재적으로 영화라는 새로운 매체는 새로운 미학, 움직임, 지각 방식을 촉진하는 것으로 유명한 미래주의의 관심사와 완벽하게 일치했다. 특히 속도감과 현대 생활의 역동성에 대한 미래주의의 매혹을 고려할 때 더욱 그러했다. 그러나 미래주의 영화 중 남아있는 것은 대부분 문헌뿐이며, 많은 영화는 사라졌고 다른 영화는 제작되지 못했다. 그 문헌들 중에는 미래주의 영화 (마리네티 등, 1916), 미래주의 문학의 기술 선언 (1912), 버라이어티 극장 (1913), 미래주의 종합 극장 (1915), 그리고 새로운 종교 – 속도의 도덕성 (1916)이 있다. 아마도 미래주의자들은 이미지의 잠재력에 전념하고 움직임을 칭송하며 반서사적 미학을 지향하는 최초의 아방가르드 영화 제작자 집단 중 하나였을 것이다. 마리네티의 인용문이 그 예시이다:
"영화는 자율적인 예술이다. 따라서 영화는 절대 무대를 모방해서는 안 된다. 영화는 본질적으로 시각적이므로 무엇보다 회화의 진화를 완성하고 현실, 사진, 우아하고 엄숙한 것에서 벗어나야 한다..."

인용문에 나타났듯이, 이야기가 아니라 이미지가 진정한 주제이며, 이는 실험 영화의 전체 역사에 걸쳐 진실로 남아있는 접근 방식과 태도이다.
안톤 줄리오 브라갈리아는 미래주의 운동에서 가장 잘 알려진 영화 제작자 중 한 명이다.

## 전쟁 전후 미국 아방가르드: 실험 영화의 탄생
미국은 제2차 세계 대전 이전에 찰스 실러와 폴 스트랜드의 맨해타 (1921년), 슬라브코 보르카피치와 로버트 플로리의 9413번의 삶과 죽음: 할리우드 엑스트라 (1928년)와 같은 아방가르드 영화를 일부 보유하고 있었다. 그러나 전쟁 전의 실험 영화 문화는 대부분 영화 프로젝트에서 종종 고립되어 작업하는 예술가들로 구성되었다. 1930년대 초반, 화가 엠런 에팅 (1905–1993)은 실험적이라고 여겨지는 댄스 영화를 감독했다. 상업 예술가(새터데이 이브닝 포스트)이자 삽화가인 더글러스 크록웰 (1904–1968)은 글렌스폴스 스튜디오에서 유리판 사이에 눌러진 물감 방울로 애니메이션을 만들었다.
로체스터에서 의사이자 자선가인 제임스 시블리 왓슨과 멜빌 웨버는 어셔가의 몰락 (1928년)과 소돔의 롯 (1933년)을 감독했다. 해리 스미스, 메리 엘렌 뷰트, 예술가 조지프 코넬, 크리스토퍼 영은 유럽의 영향을 받은 여러 실험 영화를 만들었다. 스미스와 뷰트는 모두 오스카 피싱거에게 영향을 받았으며, 많은 아방가르드 애니메이터와 영화 제작자들도 마찬가지였다. 1930년, 잡지 Experimental Cinema가 창간되었다. 편집자는 루이스 제이콥스와 데이비드 플랫이었다. 2005년 10월, 그 시대의 방대한 영화 컬렉션이 복원되어 DVD로 재출시되었는데, 제목은 Unseen Cinema: Early American Avant Garde Film 1894-1941이었다.
슬라브코 보르카피치와 함께 존 호프만은 두 편의 시각적 음조 시인 바다의 기분 (일명 핑갈의 동굴, 1941년)과 숲의 속삭임 (1947년)을 만들었다. 전자는 펠릭스 멘델스존의 헤브리디스 서곡에 맞춰 제작되었으며, 2004년에 영화 보존 전문가 데이비드 셰퍼드에 의해 복원되었다.
마야 데렌과 알렉산더 해켄슈미드의 오후의 올가미 (1943년)는 초창기 미국 실험 영화이다. 이 영화는 16mm 필름 제작 및 배급을 위한 자가 자금 조달 모델을 제공했으며, 이는 곧 시네마 16과 다른 영화 협회에서 채택되었다. 마찬가지로 중요하게도, 이 영화는 실험 영화가 무엇을 할 수 있는지에 대한 미학적 모델을 확립했다. 《오후의 올가미》는 장 콕토와 초현실주의자들을 연상시키는 꿈같은 분위기를 가지고 있었지만, 동시에 개인적이고 새롭고 미국적인 느낌을 주었다. 케네스 앵거, 스탠 브래키지, 셜리 클라크, 그레고리 마르코풀로스, 요나스 메카스, 윌러드 마스, 마리 멘켄, 커티스 해링턴, 시드니 피터슨, 라이오넬 로고신, 얼 M. 필그림의 초기 작품들이 비슷한 흐름을 따랐다. 중요하게도, 이들 영화 제작자 중 다수는 로스앤젤레스와 뉴욕에 설립된 선구적인 대학 영화 프로그램의 첫 학생들이었다. 1946년, 프랭크 스타우파허는 샌프란시스코 현대미술관에서 실험 영화 시리즈 "영화 속 예술"을 시작했으며, 그곳에서 오스카 피싱거의 영화는 여러 특별 프로그램에서 상영되어 조던 벨슨과 해리 스미스와 같은 예술가들이 실험 애니메이션을 만들도록 영향을 주었다.
그들은 블랙마운틴 칼리지 (현재는 폐쇄됨)와 샌프란시스코 예술 학교에서 "대안 영화 프로그램"을 만들었다. 아서 펜은 블랙마운틴 칼리지에서 가르쳤는데, 이는 예술계와 할리우드 모두에서 아방가르드와 상업이 결코 만나지 않는다는 대중적인 오해를 지적한다. 그 오해에 대한 또 다른 도전은 니컬러스 레이와 킹 비도어 둘 다 할리우드 경력이 끝난 후 말년에 아방가르드 영화를 만들었다는 점이다.
영화 이론가 P. 애덤스 시트니는 "환상 영화"라는 개념을 제시하며, 1943년부터 2000년대까지 미국 아방가르드 실험 영화의 역사적 형태를 설명하기 위해 신화시적 영화, 구조 영화, 트랜스 영화, 참여 영화 등 몇 가지 장르 범주를 창안했다.

### 뉴 아메리칸 시네마와 구조 영화

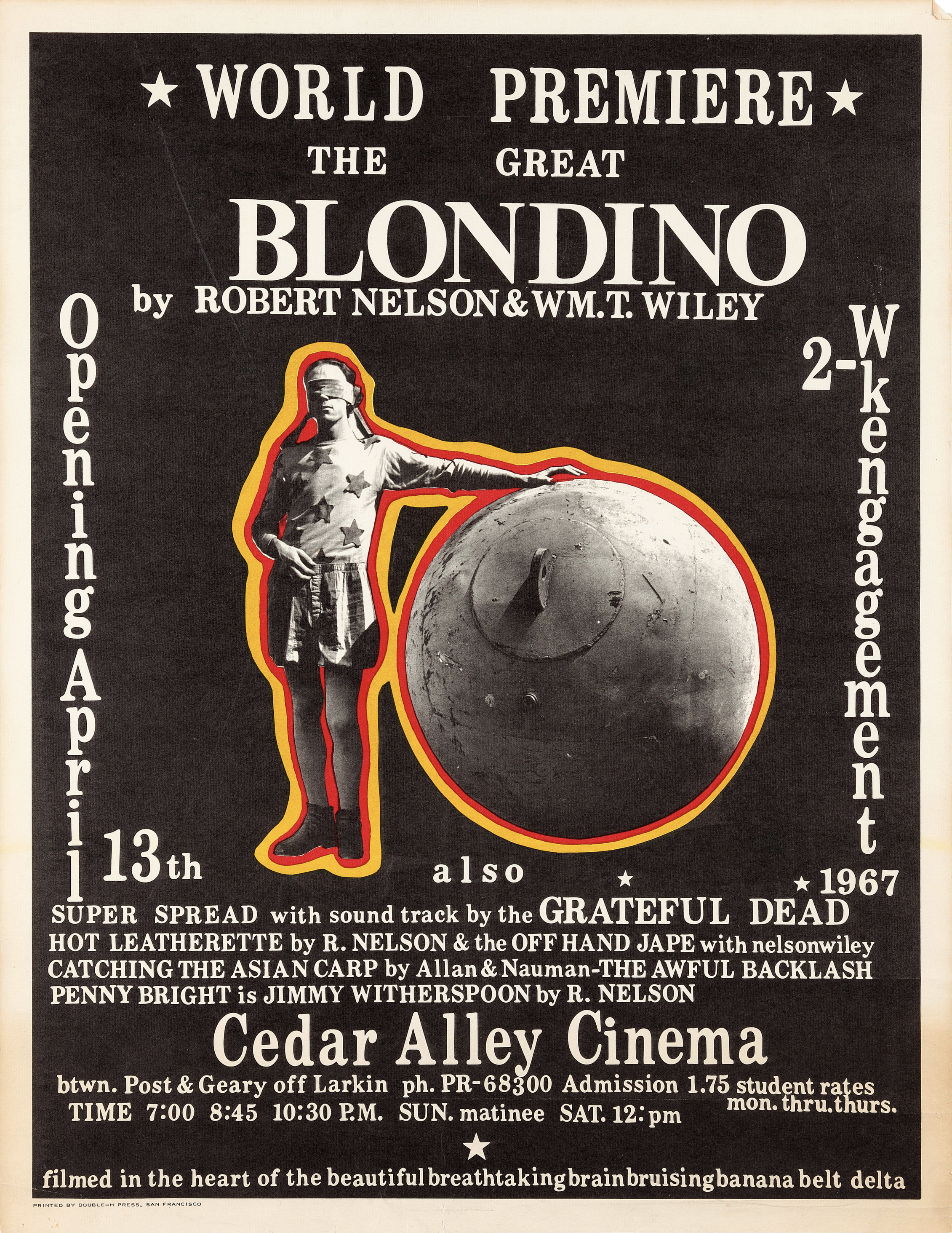
로버트 넬슨과 윌리엄 T. 와일리가 감독한 1960년대 반문화 영화 위대한 블론디노 포스터

시네클럽과 자가 자금 조달 모델은 다음 20년 동안 계속되었지만, 1960년대 초반에는 미국 아방가르드 영화 제작자들의 작품에서 다른 시각이 감지되기 시작했다. 마이클 스노우, 홀리스 프램턴, 켄 제이콥스, 폴 샤리츠, 토니 콘래드, 어니 게어와 같은 영화 제작자들은 P. 애덤스 시트니에 의해 그가 "구조 영화"라고 부르는 것의 핵심 모델로 간주된다. 시트니는 구조 영화의 핵심 요소가 고정된 카메라 위치, 플리커 효과, 화면 밖 재촬영, 루프 프린팅이라고 말한다. 시트니가 지적했듯이, 스탠 브래키지와 초기 미국의 다른 실험주의자들의 작품에서 영화는 제작자의 개별 의식을 표현하는 데 사용되며, 이는 문학에서 1인칭 시점과 영화적으로 상응한다. 브래키지의 도그 스타 맨 (1961-64)은 개인적인 고백에서 추상화로의 전환을 예시했으며, 당시 미국 대중문화에 대한 거부도 보여주었다. 반면, 케네스 앵거는 스콜피오 라이징 (1963)에 록 사운드트랙을 추가했는데, 이는 때때로 뮤직 비디오를 예상한 것으로 여겨지며, 할리우드 신화에 대한 일부 캠프적인 코멘터리를 포함했다. 잭 스미스와 앤디 워홀은 그들의 작품에 캠프 요소를 통합했으며, 시트니는 워홀과 구조 영화의 연관성을 가정했다.
일부 아방가르드 영화 제작자들은 예술가 브루스 코너가 영화 (1958)와 코스믹 레이 (1962)와 같은 초기 작품을 만들면서 서사에서 더욱 멀어졌다. 뉴 아메리칸 시네마가 추상화, 캠프, 미니멀리즘에 기반한 서사에 대한 비스듬한 접근 방식이 특징이었던 반면, 프램턴과 스노우와 같은 구조 영화 제작자들은 프레임, 투사, 그리고 가장 중요하게는 시간을 강조하는 고도로 형식주의적인 영화를 만들었다. 영화를 기본적인 요소로 분해함으로써 그들은 반환영주의 영화를 만들고자 했다고 주장되었지만, 프램턴의 후기 작품들은 에드워드 웨스턴, 폴 스트랜드 등의 사진에 크게 빚지고 있으며, 사실상 환영을 찬양한다. 더욱이, 많은 영화 제작자들이 1960년대 후반 P. 애덤스 시트니의 기사가 필름 컬처에 발표된 후 다소 학문적인 "구조 영화"를 만들기 시작했지만, 그 기사에 언급된 많은 영화 제작자들은 그 용어에 반대했다.
구조주의자들에 대한 비판적인 검토는 예술 잡지 아트 인 아메리카의 2000년 판에 실렸다. 이 검토는 구조적 형식주의를 영화 제작의 보수적 철학으로 분석했다.

### 1960-70년대와 오늘날: 개념 미술 환경 속의 시간 예술
1970년대에 개념 미술은 더욱 발전했다. 캘리포니아 기반의 예술가인 로버트 스미스슨은 자신의 대지 예술과 관련 프로젝트에 대한 여러 영화를 만들었다. 오노 요코는 플럭서스 운동의 일환으로 개념 영화를 만들었다. 이 중 가장 악명 높은 작품은 《강간》으로, 여성이 카메라에 의해 삶을 침범당하고 도망치려 노력하는 과정을 중심으로 한다. 이 무렵, 새로운 세대가 이 분야에 진입했으며, 그들 중 다수는 초창기 아방가르디스트들의 학생이었다. 레슬리 손턴, 페기 애시웨시, 그리고 수 프리드리히는 구조주의자들의 작업을 확장하여, 자기 성찰적인 형태를 유지하면서도 더 넓은 범위의 내용을 포함했다.
팝 아트와 다양한 구술 및 예술 형태의 배후에 있는 앤디 워홀은 1960년대 내내 60편 이상의 영화를 만들었으며, 대부분 실험적이었다. 최근 몇 년 동안, 크레이그 볼드윈과 제임스 오브라이언 (하이퍼퓨처)과 같은 영화 제작자들은 강한 사회정치적 함의를 지닌 매시업 영화의 형태로 실사 서사와 결합된 스톡 푸티지를 사용했다. 크리스 마르케의 환송대 (1962년 영화) (1962년)는 거의 전적으로 정지 사진과 나레이션으로 구성되어 있으며, 조나스 쿠아론의 《못의 해》 (2007년)는 감독이 친구와 가족의 연출되지 않은 사진과 성우 연기를 결합하여 허구적인 이야기를 들려준다. 이 기술로 21세기에 만들어진 다른 영화의 예로는 라르스 폰 트리어의 도그빌과 데이비드 린치의 필모그래피가 있다.

### 실험 애니메이션
실험 애니메이션은 애니메이션의 한 형태로, 영화가 자체적인 리듬과 움직임을 가지며 애니메이션 영화에서 서사나 특정한 구조가 없는 것을 의미한다.
1960년대 이후 일부 애니메이션 장편 영화 또한 작가와 독립 영화 제작자에 의해 더욱 독립적이고 실험적인 형태로 제작되었다. 예를 들어:
- 리처드 링클레이터의 2001년 드라마 웨이킹 라이프는 로토스코프를 통해 다양한 예술 형태를 개념화하여 초현실적이고 변화하는 꿈의 풍경을 만들어낸다.
- 돈 헤르츠펠트의 2012년 코미디 드라마 잇츠 서치 어 뷰티풀 데이는 스틱 피규어로 구성되어 있으며, 때로는 다중 노출을 통해 촬영된 양식화된 실사 푸티지가 분할 화면 창에 나타나기도 한다.
- 크리스토발 레온 & 호아킨 코치냐의 2018년 다크 판타지 늑대 집은 다양한 스타일의 스톱 모션 애니메이션(예: 점토, 도료, 파피에 마셰, 인형)으로 구성되어 있으며, 단일하고 끊어지지 않는 원테이크 시퀀스 스타일로 나타나기 위해 롱 테이크 시퀀스를 활용한다.[23]

### 페미니스트 아방가르드 및 기타 정치적 파생물
로라 멀비의 글과 영화 제작은 주류 할리우드 서사가 성 규범과 가부장적 시선을 강화한다는 생각에 기반한 페미니스트 영화 제작의 번성을 이끌었다. 그들의 대응은 서사의 균열과 불일치를 보여주는 방식으로 서사에 저항하는 것이었다. 샹탈 아케르만과 샐리 포터는 1970년대 이 방식을 따르는 주요 페미니스트 영화 제작자 중 두 명에 불과하다. 이 시기에 비디오 아트가 매체로 부상했으며, 마사 로슬러와 세실리아 콘딧과 같은 페미니스트들은 이를 최대한 활용했다.
1980년대에는 페미니스트, 게이 및 기타 정치적 실험 작품이 계속되었으며, 바바라 해머, 수 프리드리히, 트레이시 모팻, 새디 베닝, 아이작 줄리언 등을 포함한 영화 제작자들은 정체성 정치에 대한 질문에 적합한 실험 형식을 발견했다.
퀴어코어 운동은 1990년대에 G.B. 존스 (운동의 창시자 중 한 명)와 이후 스코트 트렐리븐 등을 포함한 여러 실험적인 퀴어 영화 제작자들을 탄생시켰다.

### 대학의 실험 영화
극히 일부 예외인 커티스 해링턴을 제외하고, 이 초기 운동에 참여한 예술가들은 주류 상업 영화 및 엔터테인먼트 산업 밖에 머물렀다. 일부는 가끔 강의를 했고, 1966년부터는 뉴욕 주립 대학교, 바드 칼리지, 캘리포니아 인스티튜트 오브 디 아츠, 매사추세츠 예술 대학, 콜로라도 볼더 대학교, 샌프란시스코 예술 학교와 같은 대학에서 교수가 되었다.
많은 실험 영화 실무자들은 사실 대학 학위를 가지고 있지 않지만, 그들의 상영은 권위 있다. 일부는 학계에서 만들어진 영화의 지위에 의문을 제기했지만, 스탠 브래키지, 켄 제이콥스, 어니 게어 등 오랜 경력의 영화 교수들은 가르치면서 자신들의 작업을 계속해서 개선하고 확장했다. 그러나 영화 강좌와 표준 영화 역사에 실험 영화가 포함되면서 이 작품들이 더 널리 알려지고 접근하기 쉬워졌다.

## 전시 및 배급

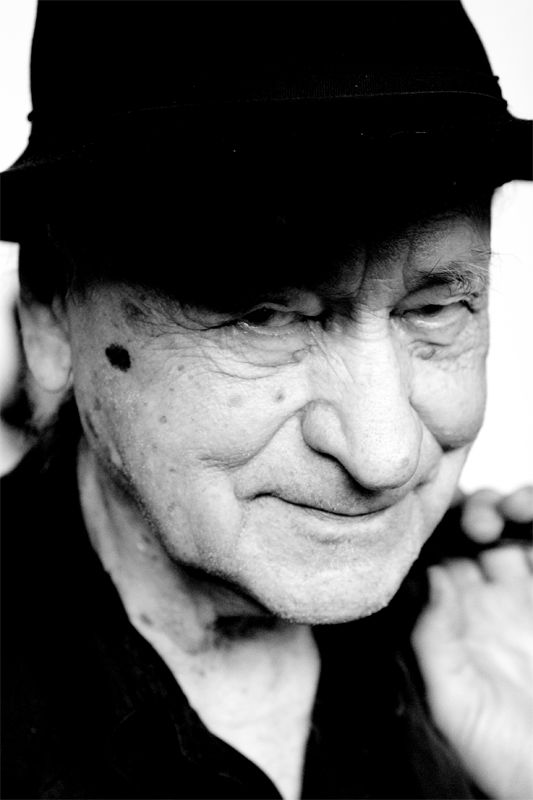
미국 아방가르드 시네마의 대부로 여겨지는 리투아니아 예술가 요나스 메카스

1946년부터 프랭크 스타우파허는 샌프란시스코 현대미술관에서 실험 및 아방가르드 영화 프로그램인 "영화 속 예술"을 운영했다.
1949년부터 1975년까지 벨기에 크노커헤이스트에 위치한 크노커헤이스트 실험 영화제는 세계에서 가장 유명한 실험 영화제였다. 이 영화제는 1958년에 브래키지의 영화와 많은 다른 유럽 및 미국 영화 제작자들의 작품을 통해 미국 아방가르드를 발견할 수 있게 했다.
1947년부터 1963년까지 뉴욕에 기반을 둔 시네마 16은 미국에서 실험 영화의 주요 상영 및 배급사 역할을 했다. 아모스 보겔과 마르시아 보겔의 리더십 아래 시네마 16은 다큐멘터리, 아방가르드, 과학, 교육, 퍼포먼스 영화를 점점 더 많은 관객에게 상영하는 데 전념하는 비영리 회원제로 번성했다.
1962년, 요나스 메카스와 약 20명의 다른 영화 제작자들은 뉴욕에서 필름 메이커스 협동조합을 설립했다. 곧 샌프란시스코의 캐년 시네마, 런던의 런던 필름 메이커스 협동조합, 캐나다 영화 제작자 배급 센터와 같은 유사한 예술가 협동조합이 다른 곳에서도 형성되었다.
시네마 16의 모델을 따라 실험 영화는 주로 소규모 영화 협회, 마이크로시네마, 박물관, 미술관, 기록 보관소 및 영화제와 같은 상업 극장 외부에서 상영되었다.
유럽과 북미의 여러 다른 단체들도 실험 영화 발전에 기여했다. 이들에는 뉴욕시의 앤솔로지 필름 아카이브, 밀레니엄 필름 워크샵, 런던의 영국 영화 협회, 캐나다 국립 영화 위원회, 집단 영화 제작소 등이 있다.
앤 아버 영화제, 뉴욕 영화제의 "아방가르드에서 본 시선" 사이드바, 로테르담 국제 영화제, 미디어 시티 영화제와 같은 인기 있는 영화제들은 실험 작품을 주요하게 다룬다.
뉴욕 언더그라운드 영화제, 시카고 언더그라운드 영화제, LA 프리웨이브 실험 미디어 아트 페스티벌, MIX NYC 뉴욕 실험 레즈비언 및 게이 영화제, 토론토의 이미지스 페스티벌 또한 이러한 작품을 지원하고 다른 방법으로는 볼 수 없는 영화들을 위한 장소를 제공한다. "언더그라운드"와 "아방가르드"가 진정으로 같은 의미인지, 그리고 도전적인 비전통 영화와 순수 예술 영화가 실제로 근본적으로 관련되어 있는지에 대한 논쟁이 있다.
앤솔로지 필름 아카이브, 샌프란시스코 시네마테크, 퍼시픽 필름 아카이브, 런던 테이트 모던, 파리 퐁피두 센터와 같은 상영 장소들은 역사적으로 중요한 실험 영화와 현대 작품을 자주 포함한다. 뉴욕에서 더 이상 운영되지 않는 실험 작품 상영 시리즈로는 로버트 벡 메모리얼 시네마, 오큘라리스, 집단 영화 제작소 등이 있다.
이 모든 협회와 운동은 프랑스의 "신체 영화"("Écoles du corps" 또는 "Cinéma corporel") 및 "탈구조주의" 운동, 그리고 영국의 "구조/유물론"과 같은 국가적 실험 영화와 학파의 탄생과 발전을 가능하게 했다.

## 주류 상업 미디어에 미친 영향
실험 영화는 비교적 소수의 실무자, 학자, 전문가들에게 알려져 있지만, 시네마토그래피, 시각 효과 및 편집에 영향을 미쳤고 계속해서 영향을 미치고 있다.
실험 영화는 세계 박람회, 특히 몬트리올 엑스포 67, 오사카 엑스포 70에서 주류 관객들에게 다가갔다.
뮤직 비디오 장르는 실험 영화의 많은 기술을 상업화한 것으로 볼 수 있다. 타이틀 디자인과 텔레비전 광고도 실험 영화의 영향을 받았다.
많은 실험 영화 제작자들도 장편 영화를 만들었고, 그 반대도 마찬가지이다.

## 실험영화 관련 국내 자료
- 2004, 서울국제실험영화페스티벌EXiS(2004년 국내영화제로 출발하여, 매년 7월에 개최되는 경쟁성격의 국제영화제)
- 2012, 한국 실험영화의 문화적 형성 과정 연구(홍익대학교 박사학위논문, 김지하)
- 2013, 실험영화와 비디오의 역사: 정통 아방가르드부터 현대 영국 예술의 실천까지(A.L. 리스 지음, 성준기 옮김, 커뮤니케이션북스)
- 2013, 한국 실험영화의 제도화 과정 연구 A Study on the Institutionalization Process of Korean Experimental Film(한양대학교 박사학위논문, 서원태)

## 같이 보기
- 추상 미술
- 예술 영화
- 익스트림 시네마
- 미디어 아트
- 비서사 영화
- 행위 예술